# Bunodosoma caissarum
Bunodosoma caissarum är en havsanemonart som beskrevs av Corrêa in Belém 1987. Bunodosoma caissarum ingår i släktet Bunodosoma och familjen Actiniidae. Inga underarter finns listade i Catalogue of Life.